# Baron Sheffield

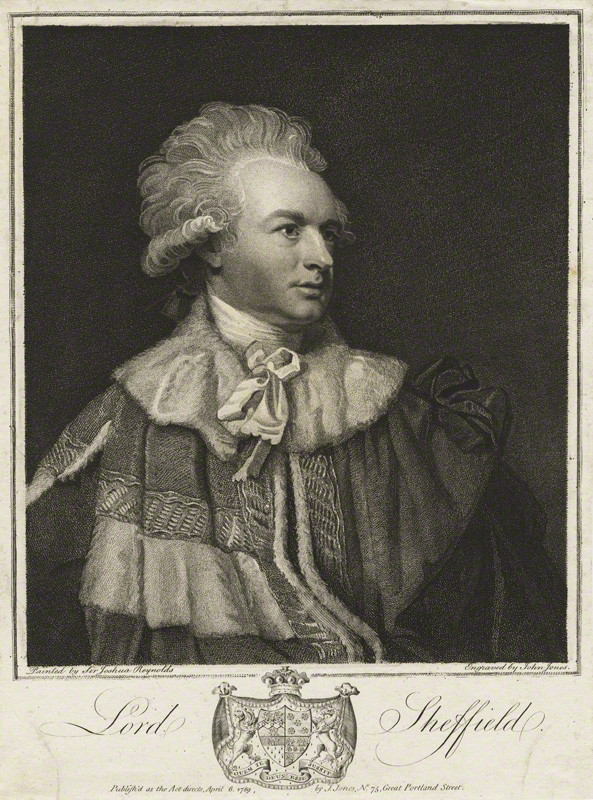
John Baker-Holroyd, 1. Baron Sheffield, 1788

Baron Sheffield ist ein erblicher britischer Adelstitel, der viermal geschaffen wurde; einmal (1547) in der Peerage of England, zweimal (1781 und 1783) in der Peerage of Ireland und einmal (1802) in der Peerage of the United Kingdom.

## Verleihungen und weitere Titel
In erster Verleihung wurde am 16. Februar 1547 in der Peerage of England der Titel Baron Sheffield, of Butterwick in the County of Lincoln, für Edmund Sheffield geschaffen. Der 3. Baron wurde 1626 zum Earl of Mulgrave erhoben, der 3. Earl 1694 zum Marquess of Normanby und 1703 zum Duke of Buckingham and Normanby. Alle genannten Titel erloschen beim Tod des 2. Duke im Jahr 1735.
Die weiteren drei Verleihungen erfolgten alle an dieselbe Person, nämlich an John Baker-Holroyd. Am 9. Januar 1781 wurde ihm in der Peerage of Ireland der Titel Baron Sheffield, of Dunnamore in the County of Meath, verliehen. Zwei Jahre später wurde ihm, ebenfalls in der Peerage of Ireland, am 20. September 1783 der Titel Baron Sheffield, of Roscommon in the County of Roscommon, verliehen. Diese Verleihung erfolgte mit dem besonderen Zusatz, dass der Titel in Ermangelung männlicher Nachkommen auch an seine weiblichen Nachkommen aus erster Ehe vererbbar sei. Am 29. Juli 1802 wurde ihm in vierter Verleihung der Titel Baron Sheffield, of Sheffield in the County of York, verliehen. Dieser Titel gehörte zur Peerage of the United Kingdom und war im Gegensatz zu den anderen Titeln mit einem erblichen Sitz im House of Lords verbunden. Am 22. Januar 1816 wurde er darüber hinaus in der Peerage of Ireland zum Earl of Sheffield und Viscount Pevensey erhoben. All diese Titel erloschen beim Tod seines Enkels, des 3. Earls, im Jahr 1909, mit Ausnahme der Baronie von 1783, die aufgrund des besonderen Zusatzes an Edward Stanley, 4. Baron Stanley of Alderley fiel. Dieser hatte bereits die Titel 4. Baron Stanley of Alderley und 3. Baron Eddisbury inne. Seine Nachfahren führen den Titel dritter Verleihung bis heute.

## Liste der Barone Sheffield und Earls of Sheffield

### Barone Sheffield, erste Verleihung (1547)
- Edmund Sheffield, 1. Baron Sheffield (1521–1549)
- John Sheffield, 2. Baron Sheffield (um 1538–1568)
- Edmund Sheffield, 1. Earl of Mulgrave, 3. Baron Sheffield (um 1564–1646)
- Edmund Sheffield, 2. Earl of Mulgrave, 4. Baron Sheffield (1611–1658)
- John Sheffield, 1. Duke of Buckingham and Normanby, 1. Marquess of Normanby, 3. Earl of Mulgrave, 5. Baron Sheffield (1647–1721)
- Edmund Sheffield, 2. Duke of Buckingham and Normanby, 2. Marquess of Normanby, 4. Earl of Mulgrave, 6. Baron Sheffield  (1716–1735) (Titel erloschen)

### Barone Sheffield, zweite, dritte und vierte Verleihung (1781, 1783, 1802) sowie Earls of Sheffield (1816)
- John Baker-Holroyd, 1. Earl of Sheffield, 1. Baron Sheffield (1735–1821)
- George Holroyd, 2. Earl of Sheffield, 2. Baron Sheffield (1802–1876)
- Henry Holroyd, 3. Earl of Sheffield, 3. Baron Sheffield (1832–1909) (Earldom und Baronien zweiter und vierter Verleihung erloschen)

### Barone Sheffield, dritte Verleihung (1783; Fortsetzung)
- Edward Stanley, 4. Baron Sheffield, 4. Baron Stanley of Alderley, 3. Baron Eddisbury (1839–1925)
- Arthur Stanley, 5. Baron Sheffield, 5. Baron Stanley of Alderley, 4. Baron Eddisbury (1875–1931)
- Edward Stanley, 6. Baron Sheffield, 6. Baron Stanley of Alderley, 5. Baron Eddisbury (1907–1971)
- Lyulph Stanley, 7. Baron Sheffield, 7. Baron Stanley of Alderley, 6. Baron Eddisbury (1915–1971)
- Thomas Stanley, 8. Baron Sheffield, 8. Baron Stanley of Alderley, 7. Baron Eddisbury (1927–2013)
- Richard Stanley, 9. Baron Sheffield, 9. Baron Stanley of Alderley, 8. Baron Eddisbury (* 1956)

Heir Presumptive ist der Bruder des jetzigen Titelinhabers, Charles Ernest Stanley (* 1960).